# Xysticus abditus
Xysticus abditus là một loài nhện trong họ Thomisidae.
Loài này thuộc chi Xysticus. Xysticus abditus được Dmitri Viktorovich Logunov miêu tả năm 2006.